# Publik-Forum
Publik-Forum ist eine 14-täglich erscheinende Zeitschrift mit Schwerpunkt auf kirchlichen, religiösen und gesellschaftlichen Themen. Sie steht dem Kirchenvolks-Begehren und der Initiative Kirche von unten nahe. 

## Verlagsgesellschaft
Das Magazin erscheint in der Publik-Forum Verlagsgesellschaft mbH mit dem Geschäftssitz in Oberursel. Die Gesellschafteranteile werden zu 55 % mehrheitlich von dem gemeinnützigen Verein Leserinitiative Publik-Forum e. V. gehalten. Der Trägerverein, der rund 800 Mitglieder hat, wird durch den Vereinsvorsitzenden Hans-Jürgen Günther aus Rudolstadt vertreten. Weitere Gesellschafter der Verlagsgesellschaft sind der Verlag selbst (vertreten durch Geschäftsführer Richard Bähr), die Redaktion (vertreten durch den Chefredakteur) und die Herausgeber (vertreten durch Mit-Herausgeber Norbert Copray) (Stand: 2010).

## Geschichte
Vorgängerin von Publik-Forum war die Wochenzeitung Publik, die 1968 von der Katholischen Kirche in Deutschland gegründet und bis November 1971 finanziert wurde. Publik sollte die damalige Idee einer – durch das Zweite Vatikanische Konzil – erneuerten Kirche symbolisieren, die sich im Aufbruch befindet und einen offenen Dialog mit der gesamten Gesellschaft führt. Das Experiment wurde nach drei Jahren beendet, da die Redaktion und die Deutsche Bischofskonferenz unterschiedlicher Meinung über die Inhalte der Zeitung waren. Die finanzielle Unterstützung wurde gestrichen; das hatte zur Folge, dass die Zeitung Publik eingestellt werden musste.
Den neue Start für Publik-Forum kam am 28. Januar 1972 von der (damals) römisch-katholischen Leserinitiative Publik (seit 2013: Leserinitivative Publik-Forum e. V.). Verantwortlich laut Impressum waren für die ersten sieben Ausgaben (Januar – Mai 1972) Heinz-Wilhelm Brockmann und Werner Schwaderlapp. Ab Nr. 8 fungierten sie als Herausgeber. Verantwortlich war nun der ehemalige Publik-Redakteur Harald Pawlowski, Gründungsredakteur und bis 1999 Chefredakteur, später auch Herausgeber sowie Ehrenherausgeber. Die „Ständigen Mitarbeiter“ von Publik-Forum kamen aus der ehemaligen Publik-Redaktion: „Leopold Glaser, Peter Hertel, Thomas Jordan, Ernst Klee, Friedhelm Merz, Gisela Strack, Franz-Josef Trost und Günter Walter“. Der Wirtschaftsjournalist Wolfgang Kessler war von 1999 bis 2019 Chefredakteur.
Heute versteht sich Publik-Forum als ökumenische Zeitung. Knapp 60 Prozent der Leser sind laut einer Leserbefragung katholisch, etwa ein Drittel evangelisch (Stand 2009). Prägend ist nach wie vor ein ausgesprochen linkskatholisches Profil.
Weitere Produkte des Verlags sind
- das Publik-Forum EXTRA, das monatlich im Wechsel als EXTRA Thema und EXTRA Leben erscheint,
- der wöchentlich per E-Mail verschickte Weisheitsletter,
- der kostenlose tägliche Spiritletter.
- Ein Versandbuchhandel mit ausgewählten Produkten – wie handsignierten Büchern prominenter Autoren – rundet das Angebot ab.

Die Buchproduktionen zu kirchlich-religiösen und sozialen Themen wurden 2017 mangels Rentabilität weitgehend eingestellt. Die Jugendzeitschrift provo, die teilweise von Jugendlichen selbst verfasst wurde, war bereits 2012 eingestellt worden.
Der langjährige Claim Zeitung kritischer Christen wurde 2010 durch kritisch – christlich – unabhängig ersetzt.
Publik-Forum liefert der schweizerischen Zeitschrift Aufbruch – Zeitung für Religion und Gesellschaft achtmal jährlich den 32 Seiten umfassenden Kernteil, während die Zeitschrift Aufbruch ihren Mantelteil von 16 Seiten jeweils selber erstellt.

## Auszeichnungen
- 2007: Bremer Friedenspreis in der Kategorie Öffentlicher Einsatz für Gerechtigkeit, Frieden und Bewahrung der Schöpfung[13]
- 2011: Integrationspreis der Stiftung Apfelbaum